# Třída C (lehké křižníky)
Třída C byla skupina 28 lehkých křižníků, postavených pro britskou Royal Navy v době první světové války. Přestože se jejich konstrukce postupně zlepšovala, v základu byly všechny stavěny podle stejné koncepce. Celkem vzniklo sedm podskupin třídy C – Caroline (6 lodí), Calliope (2 lodě), Cambrian (4 lodě), Centaur (2 lodě), Caledon (4 lodě), Ceres (5 lodí) a Carlisle (5 lodí). První série třídy C byly po první světové válce vyřazeny ze služby, zatímco pozdější kusy prošly ve třicátých letech rozsáhlou modernizací a sloužily, především jako protiletadlové křižníky, i v druhé světové válce. Publikace o druhé světové válce proto třídu C obvykle dělí pouze na podskupiny Caledon, Ceres a Carlisle. Třída C byla projektována pro službu v neklidných vodách Severního moře. Byly to pevné lodě, které měly poměrně malý výtlak a nevelký trup.

## První světová válka
V březnu 1916, během nájezdu na Tondern, Cleopatra taranovala a potopila německý torpédoborec G.194. Křižníky třídy C se téhož roku významně podílely na bitvě u Jutska.
V roce 1917 Centaur najel na miny, které poškodily jeho příď a záď s kormidlem, ale nepotopil se a podařilo se ho opravit. V roce 1917 se také několik křižníků třídy C účastnilo druhé bitvy u Helgolandské zátoky.
V roce 1918 měl Cardiff tu čest, že vedl poraženou německou Hochseeflotte ke kapitulaci v River Forth. Během války nebyl ztracen žádný křižník třídy C, pouze Cassandra se v prosinci 1918 potopila na mině.

## Meziválečná služba
Po první světové válce plnily křižníky třídy C řadu rolí, včetně služby v zámořských koloniích. V roce 1919 najel Curacoa na minu, která ho vážně poškodila, ale byl později opraven. Lodě podtříd Caroline, Cambrian a Centaur byly během 20. let sešrotovány, nebo sloužily ke školním účelům. U modernějších kusů pozdějších sérií, bylo v polovině 30. let rozhodnuto, že budou přestavěny na protiletadlové křižníky. Bylo plánováno přestavět všech 13 zbývajících křižníků. Jako prototypy sloužily Coventry a Curlew, přestavěné v letech 1936 až 1936. Z nich byla sejmuta veškará výzbroj, kterou nahradilo pět věží s kanóny 102 mm a dvojice osmihlavňových 40 mm „pompomů“ (později nahrazených kulomety). Původní střediska řízení palby byla odstraněna a nahrazena novými, upravenými pro boj s letadly. samotné konstrukce lodí se přestavba příliš nedotkla. Nejvíc znát byla výměna stožárů. Jelikož byla přestavba prvních dvou kusů považována za úspěšnou, byla objednána i u ostatních lodí. Před vypuknutím války se začalo pracovat na lodích Cairo, Calcutta, Carlisle a Curacoa, pak už se v přestavbách nepokračovalo, protože všechny lodě byly potřebné v boji.

## Druhá světová válka
Druhé světové války se účastnilo všech 13 kusů podtříd Caledon, Ceres a Carlisle, z nichž 6 bylo ve válce ztraceno.
V roce 1939 Calypso zadržela německý lamač blokády Konsul Hendrik Fisser a Caradock další lamač blokády, německý tanker Emmy Friedrich. Řada lodí se účastnila norské kampaně v roce 1940, během které byl ztracen Curlew, potopený v Narviku německými letadly.
Třída C také často operovala ve Středomoří. Coventry se v roce 1940 zúčastnil bitvy u mysu Spartivento. Calypso byl v roce 1940 potopen italskou ponorkou Badoglini.
V roce 1941 se Calcutta a Carlisle účastnily bitvy u Matapanu, kde byly potopeny tři italské těžké křižníky a těžce poškozena jedna italská bitevní loď. Účastnili se také evakuace Kréty, kde bojovaly proti velké německé nadvládě ve vzduchu. Německým náletem zde byl potopen křižník Calcutta.
V roce 1942 bojoval Carlisle v druhé bitvě u Syrty. Naopak Cairo byl, během operace Pedestal, potopen italskou ponorkou Axum. Coventry se v roce 1942 účastnil útoku na Tobruk, během kterého ho těžce poškodil německý nálet a musel ho potopit torpédoborec HMS Zulu. Curacoa se ve stejném roce potopil po srážce s pasažérskou lodí RMS Queen Mary.
V roce 1943 byl Caledon poškozen německými letadly tak vážně, že už se nikdy nevrátil do služby. V roce 1944 se Capetown podílel na dělostřelecké podpoře vyloděni v Normandii.

## TřídaCaroline

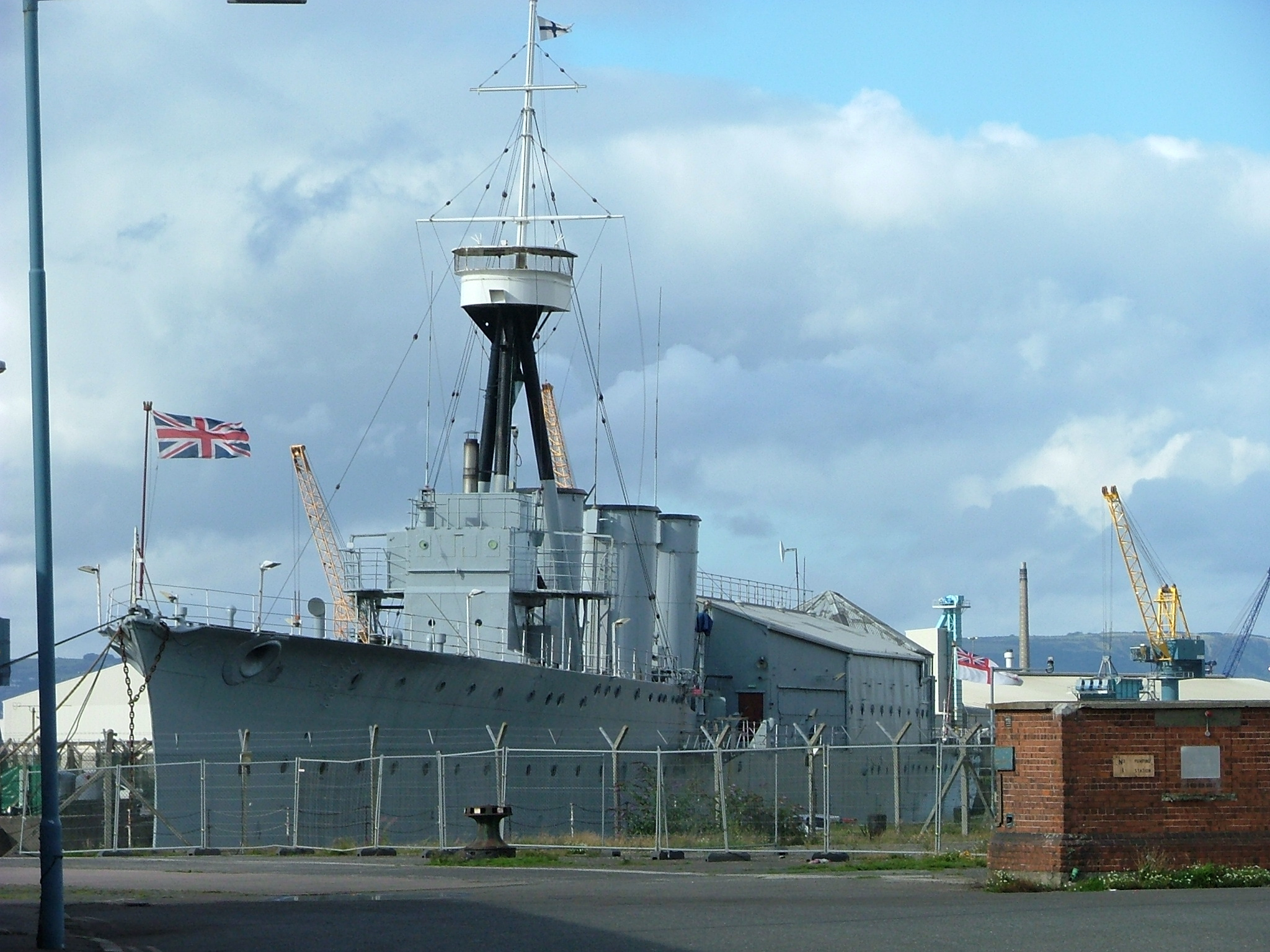
HMS Caroline se dodnes zachovala v Belfastu jako cvičná loď

Šestice lodí třídy Caroline byla součástí objednávky na osm lehkých křižníků, objednaných podle programu stavby flotily z roku 1913. Byly spuštěny v letech 1914–1915 a přijaty do služby v roce 1915. Výzbroj se skládala ze dvou děl ráže 152 mm a osmi ráže 102 mm. Proti letadlům byl křižník vybaven třemi kulomety. Tato třída měla tříkomínové uspořádání. Během první světové války byly často modifikovány. Například u lodí Caroline, Carysfort a Comus byla odstraněna děla ráže 102 mm a nahrazena dalšími dvěma 152 mm děly.
- HMS Caroline, postavena v loděnici Cammell Laird and Company v Birkenheadu, kýl založen 28. ledna 1914, spuštěn na vodu 29. září 1914, dokončena v prosinci 1914. Od roku 1924 se z ní stala cvičná loď pro dobrovolnickou zálohu Royal Navy. V této roli slouží dodnes. Nachází se v Alexandra Dock v Belfastu.
- HMS Carysfort, postaven v loděnici Pembroke Dockyard, kýl založen 25. února 1914, spuštěn na vodu 14. listopadu 1914 a loď byla dokončena v červnu 1915. V srpnu 1931 byla prodána do šrotu.
- HMS Cleopatra, postavena v loděnici Devonport Dockyard, kýl založen 26. února 1914, 14. ledna 1915 spuštěna na vodu a dokončena v červnu 1915. Prodána do šrotu v červnu 1931.
- HMS Comus, postavena v loděnici Swan Hunter and Wigham Richardson, 3. listopadu 1913 založen kýl, 16. prosince 1914 spuštěna na vodu a dokončena v lednu 1915. Do šrotu prodána 28. července 1934.
- HMS Conquest byla postavena v loděnici Chatham Dockyard. Kýl byl založen 3. března 1914, spuštěna na vodu 20. ledna 1915 a dokončena v červnu 1915. Do šrotu prodána 29. srpna 1930.
- HMS Cordelia byla postavena loděnicí Pembroke Dockyard. Kýl byl založen 21. července 1913, na vodu spuštěna 23. února 1914 a dokončena v lednu 1915. Do šrotu prodána 31. července 1923.

## TřídaCalliope

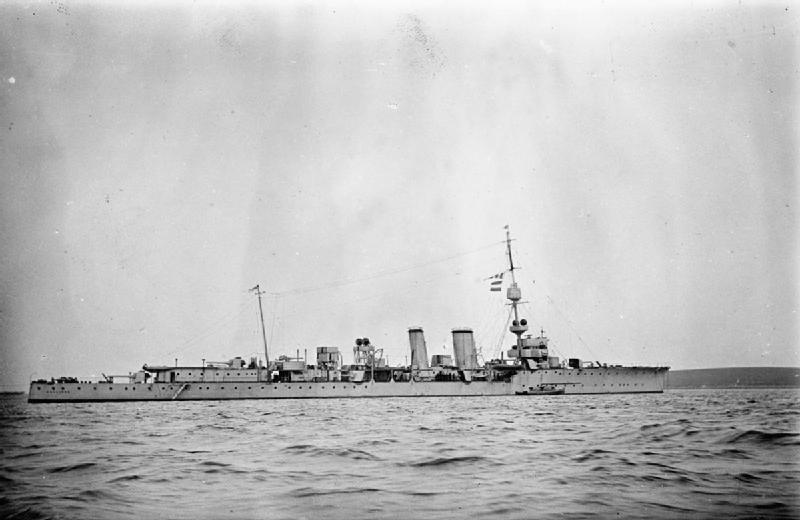
HMS Calliope během první světové války

Dvojice lodí třídy Calliope byla zbytkem objednávky na lehké křižníky z roku 1913. Na rozdíl od Caroline měly odlišný, účinnější pohon a jako první křižníky Royal Navy byly poháněny turbínami. Měly zesílený boční pancíř a Champion byl poháněn pouze dvěma šrouby. Caroline také měla jen dva komíny. Výzbroj byla stejná jako u předchozí třídy. Torpédomety z nich byly během války odstraněny.
- HMS Calliope byla postavena loděnicí Chatham Dockyard. Kýl byl založen 1. ledna 1914, spuštěn na vodu 17. prosince 1914. Dokončena byla v červnu 1915. Do šrotu byla prodána 28. srpna 1931.
- HMS Champion byl postaven loděnicí R. & W. Hawthorn Leslie and Company v městě Hebburn on Tyne. Kýl byl založen 9. března 1914, na vodu byla spuštěna 29. května 1915 a dokončena v prosinci 1915. Do šrotu byla prodána 28. července 1934.

## TřídaCambrian

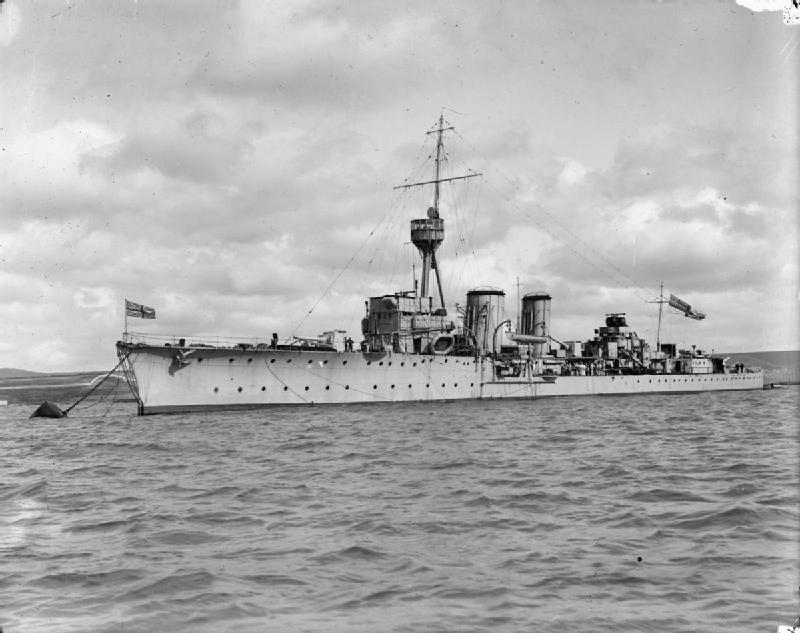
HMS Canterbury za první světové války

Lodě třídy Cambrian byly objednány v září 1914, ve stavebním programu pro roky 1915 a 1916. V těchto letech také vstoupily do služby. Podobně jako předchozí třída Calliope už měly dvoukomínový design. Výzbroj tvořily čtyři 152mm kanóny ve čtyřech věžích a čtyři kanóny ráže 102 mm. Ty byly později odstraněny. Canterbury a Champion pak měly pouze jediný 102mm kanón a ostatní dva nové kanóny ráže 75 mm.
- HMS Cambrian byla postavena v Pembroke Dockyard. Založena 8. prosince 1914, spuštěna 3. března 1916, dokončena v květnu 1916. Do šrotu prodána 28. července 1934.
- HMS Canterbury byla postavena loděnicí John Brown and Company v Clydebanku. Stavba začala 14. října 1914, na vodu byla spuštěna 21. prosince 1915 a v červnu 1916 dokončena. Prodána do šrotu 28. července 1934.
- HMS Castor byl postaven loděnicí Cammell Laird. Kýl založen 28. října 1914, spuštěna na vodu 28. července 1915 a dokončena v listopadu 1915. Prodána do šrotu 30. července 1936.
- HMS Constance byl postaven loděnicí Cammell Laird. Kýl byl založen 25. ledna 1915, spuštěn na vodu 12. září 1915 a dokončen v lednu 1916. Prodána do šrotu 8. června 1936.

## TřídaCentaur
Třída Centaur byla objednána v prosinci 1914 a na jejich stavbu byl použit materiál z Tureckem objednaných a nedostavěných průzkumných křižníků. Ve službě byly od roku 1916. Měly turbíny, čtyři propelery a dvoukomínové uspořádání. Výzbroj se skládala z pěti věží, každá měla po jednom kanónu ráže 152 mm. Jejich 102mm kanóny byly během války většinou vyměněny za menší ráže.
- HMS Centaur byl postaven loděnicí Armstrong-Whitworth ve Walker on Tyne. Kýl byl založen 24. ledna 1915, spuštěn na vodu 6. ledna 1916 a dokončen v srpnu 1916. V únoru 1934 prodán do šrotu.
- HMS Concord byl postaven loděnicí Armstrong-Whitworth. Kýl byl založen 1. února 1915, spuštěn 1. dubna 1916 a loď byla dokončena v prosinci 1916. V srpnu 1935 byla loď prodána do šrotu.

## TřídaCaledon

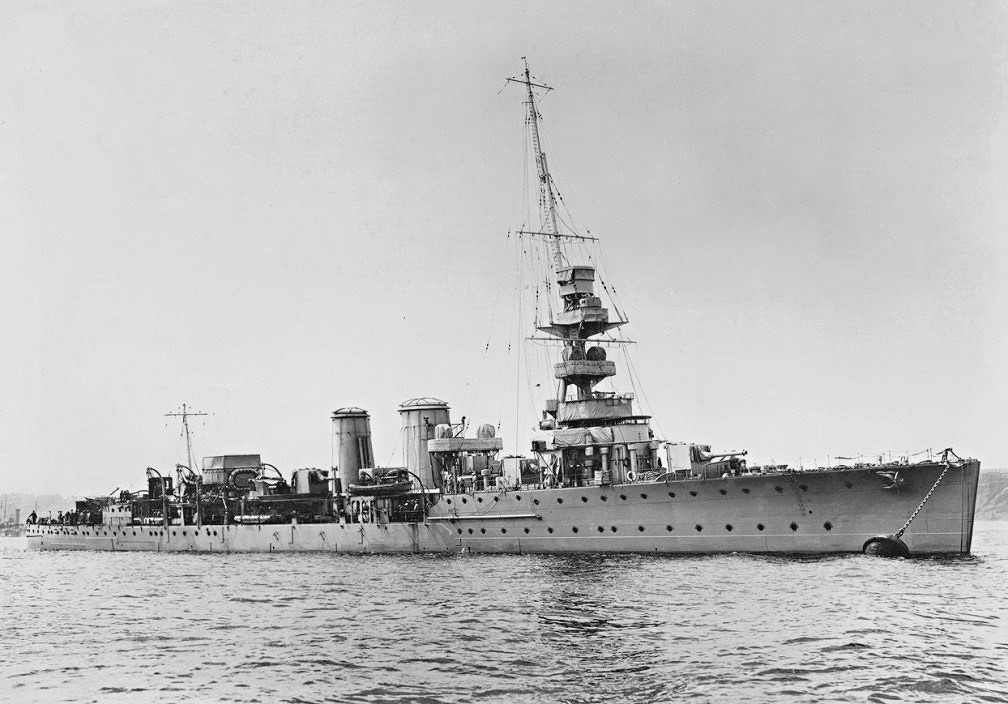
HMS Calypso

Lodě třídy Caledon byly objednány v roce 1915 a do služby vstoupily během roku 1917. Byly dvoukomínové a jejich pohon a konstrukce byly mírně upraveny. Měly pět 152 mm děl a dvě 75 mm děla. Dále nesly 4 protiletadlová děla. Lodě, které přečkaly první světovou válku, byly v meziválečném období modernizovány a bojovaly i v druhé světové válce. Calypso a Caradoc dostaly pět protiletadlových kanónů Oerlikon 20 mm. Samotný Caledon byl přestavěn na protiletadlový křižník s dvanácti kanóny 102 mm, dvěma 40mm kanóny Bofors a osmi 20mm kanóny Oerlikon.
- HMS Caledon byl postaven v loděnici Cammell Laird. Kýl byl založen 17. března 1916, spuštěn na vodu 25. listopadu 1916 a dokončen v březnu 1917. V prosinci 1943 přestavěn na protiletadlový křižník. Do šrotu prodán 22. ledna 1948.
- HMS Calypso byl postaven v loděnici Hawthorn Leslie. Kýl byl založen 7. února 1916, spuštěn 24. ledna 1917 a dokončen v červnu 1917. Potopen 12. června 1940 italskou ponorkou Bagnolini jižně od Kréty.
- HMS Cassandra byla postavena loděnicí Vickers v Barrow in Furness. kýl založen v březnu 1916, spuštěn 25. listopadu 1916 a dokončen v červnu 1917. Potopila se 5. prosince 1918 po najetí na minu v Baltském moři.
- HMS Caradoc byl postaven v loděnici Scott's Shipuilding and Engineering Company v Greenocku. Kýl založen 21. února 1916, spuštěna 23. prosince 1916 a dokončena v červnu 1917. V dubnu 1944 přestavěna na velitelskou loď. Do šrotu prodána v květnu 1946.

## TřídaCeres

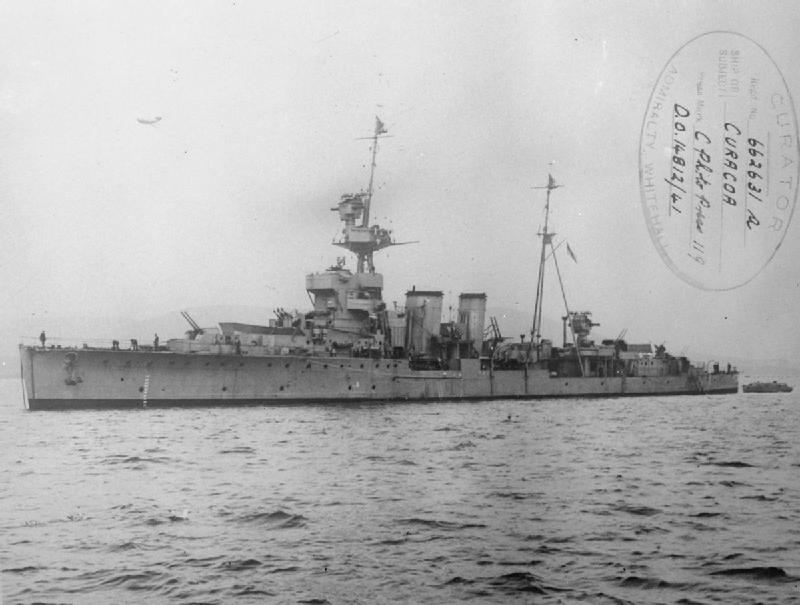
Protiletadlový křižník HMS Curacoa v roce 1941

Třída Ceres byla objednána v dubnu 1916 a dokončena v letech 1917 až 1918. Lodě se lišily nižší zádí. Výzbroj tvořilo 5 kusů 152mm kanónů a dva 76mm kanóny. Během 30. let byly Coventry, Curacao a Curlew upraveny na protiletadlové křižníky, veškerá výzbroj z nich byla sejmuta a nahrazena novými 102mm kanóny. Coventry a Curlew jich měly deset a k tomu 16× 76mm. Curacoa měl výzbroj odlišnou, skládající se z osmi kanónů 102 mm, čtyř 76mm kanónů a čtyř 20 mm Oerlikonů. Cardiff a Ceres měly být upraveny na stejný standard, ale zabránil tomu počátek války.
- HMS Cardiff byl postaven loděnicí Fairfield Shipbuilding and Engineering Company v Govanu. Založena 22. července 1916, spuštěna 12. dubna 1917 a dokončena v červnu 1917. Do šrotu prodána 23. ledna 1946.
- HMS Ceres byl postaven loděnicí John Brown. Založena 11. července 1916, spuštěna 24. března 1917 a dokončena v červnu 1917. Do šrotu prodána 5. dubna 1946.
- HMS Coventry byl postaven loděnicí Swan Hunter. Založen 4. srpna 1916, spuštěn 6. června 1917 a dokončen v únoru 1918. V roce 1937 přestavěn na protiletadlový křižník. Potopen 14. září 1942 letadly poblíž Tobruku.
- HMS Curacoa byl postaven v Pembroke Dockyard. Založen v červenci 1916, spuštěn 5. května 1917 a dokončen v únoru 1918. V roce 1939 přestavěn na protiletadlový křižník. Potopil se 2. října 1942, severně od Irska, po kolizi s pasažérskou lodí RMS Queen Mary.
- HMS Curlew postaven loděnicí Vickers. Založen 21. srpna 1916, spuštěn 5. června 1917 a dokončen v prosinci 1917. V roce 1938 přestavěn na protiletadlový křižník. Potopen německými letadly 26. května 1940 v Ofotském fjordu v Norsku.

## TřídaCarlisle

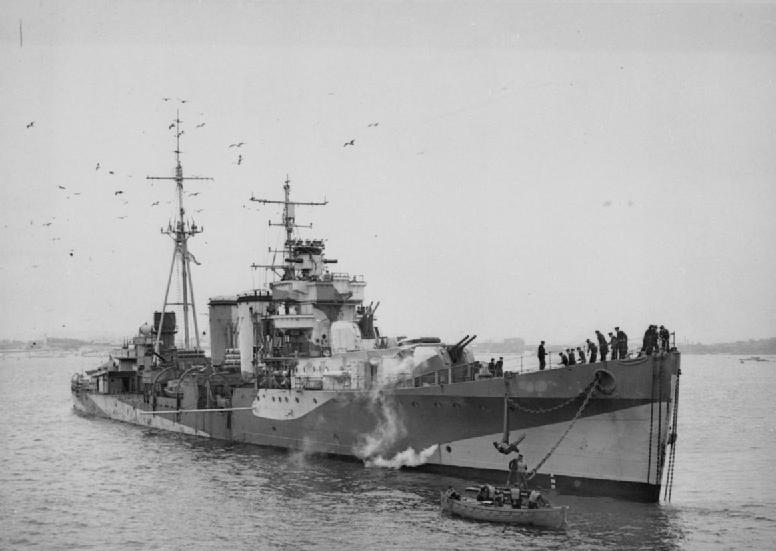
HMS Colombo, upravený na protiletadlový křižník, v roce 1943

Poslední pětice křižníků třídy C byla objednána v červnu a červenci 1917. Dokončeny byly v letech 1918 až 1922. Od předchozích lodí se lišily sníženou „trawlerovou zádí“ a absencí velitelské věže. Hlavní výzbroj se skládala z pěti 152mm kanónů v pěti věžích, doplněných dvěma 76mm kanóny, čtyřmi tříliberními děly a dvěma dvouliberními děly. V roce 1939 byly všechny kusy, kromě Capetownu, který dostal pouze silnější protiletadlovou výzbroj a radar, přestavěny na protiletadlové křižníky. Jejich hlavní výzbroj pak tvořilo osm výkonných kanónů ráže 102 mm, umístěných ve čtyřech věžích a doplněných různým počtem 20mm kanónů Oerlikon.
- HMS Cairo postaven loděnicí Cammell Laird v Birkenheadu. Založen 28. listopadu 1917, spuštěn 19. listopadu 1918 a dokončen 23. září 1919. V roce 1939 přestavěn na protiletadlový křižník. Torpédován a potopen 12. srpna 1942 italskou ponorkou Axum ve Středozemním moři.
- HMS Calcutta byl postaven loděnicí Vickers v Barrow in Furness. Založen 18. října 1917, spuštěn 9. července 1918 a dokončen v srpnu 1919. V roce 1939 přestavěn na protiletadlový křižník. Potopen 1. června 1940 leteckým útokem během evakuace Kréty.
- HMS Capetown byl postaven loděnicí Cammell Laird. založen 23. února 1918, spuštěn 28. června 1919, dovlečen do loděnice Pembroke Dockyard k dokončení. Dokončen byl v dubnu 1922. Prodán do šrotu 5. dubna 1946.
- HMS Carlisle (ex-Cawnpore) byl postaven v loděnici Fairfield Shipbuilding and Engineering Company v Govanu. Založen 2. října 1917, spuštěn 9. července 1918 a dokončen v listopadu 1918. V roce 1939 přestavěn na protiletadlový křižník. V roce 1944 upraven na velitelskou loď. Sešrotován v roce 1948.
- HMS Colombo byl postaven ve Fairfieldu. Založen 8. prosince 1917, spuštěn 18. prosince 1918, a dokončen v červenci 1919. V roce 1943 přestavěn na protiletadlový křižník. Do šrotu prodán 22. ledna 1948.